# Flak (videogioco)
Flak, sottotitolato The Ultimate Flight Experience sulle copertine di alcune edizioni, è un videogioco sparatutto a scorrimento pubblicato nel 1984 per i computer Apple II, Atari 8-bit, Commodore 64 e ZX Spectrum. Fu prodotto dall'azienda statunitense Funsoft Inc. di Agoura Hills, mentre in Europa fu pubblicato dalla U.S. Gold, che fece realizzare la conversione per ZX Spectrum nel 1985.

## Modalità di gioco
Il gioco, considerato da alcune riviste una variante del noto arcade Xevious, è uno sparatutto a scorrimento verticale per un solo giocatore alla volta. Si controlla un velivolo nell'anno 2096 mentre attraversa il territorio nemico, armato di bombe illimitate per attaccare i bersagli di terra. Il velivolo può muoversi in tutte le direzioni ma punta sempre in avanti, e lancia le bombe mediante un mirino posto a distanza fissa poco davanti al suo muso.
I nemici sono soltanto torrette difensive automatiche fisse ("FlaK" è infatti un nome dato storicamente all'artiglieria contraerea), comandate da Computer Control, un cervello elettronico impazzito. Le torrette, di varie forme geometriche, a intervalli irregolari si aprono, sparano in direzione del velivolo e si richiudono.
Quando si viene colpiti si perde una vita e si ricomincia nel punto esatto in cui ci si trovava.